# Galea flavidens
Бразилско жутозубо морско прасе или бразилски жутозуби заморац (Galea flavidens) је врста глодара из породице морских прасића или заморчића (Caviidae).

## Распрострањење
Ареал врсте је ограничен на једну државу, Бразил.

## Станиште
Врста је по висини распрострањена до 1.700 метара надморске висине.

## Угроженост
Ова врста није угрожена, и наведена је као последња брига јер има широко распрострањење.